# دینامیت (واشینگتن)
دینامیت، واشینگتن (به انگلیسی: Dynamite, Washington) یک جامعه ساکن در محدوده ثبت نشده در ایالات متحده آمریکا است که در شهرستان اسپوکن، واشینگتن واقع شده‌است.

## خصوصیات
دینامیت ۷۱۱٫۱۱ متر بالاتر از سطح دریا واقع شده‌است.